# Schagen
Schagen (anhörenⓘ) (westfriesisch Skagen)  ist eine niederländische Kleinstadt und Gemeinde in der Provinz Nordholland.

## Lage und Wirtschaft
Schagen liegt etwa auf halbem Weg zwischen Alkmaar und Den Helder. Der Abstand zu beiden Städten ist etwa 20 km. Die Züge Den Helder–Amsterdam halten hier jede halbe Stunde. Autobahnen gibt es in der Gemeinde nicht.
Sie ist das Versorgungszentrum der umliegenden Dörfer, mit viel Handel und Kleingewerbe. Der bis 2001 bedeutsame Viehmarkt existiert in Zusammenhang mit der Maul- und Klauenseuche nicht mehr. Die Landwirtschaft und der Tourismus sind jedoch bedeutsame Wirtschaftsfaktoren.

## Geschichte

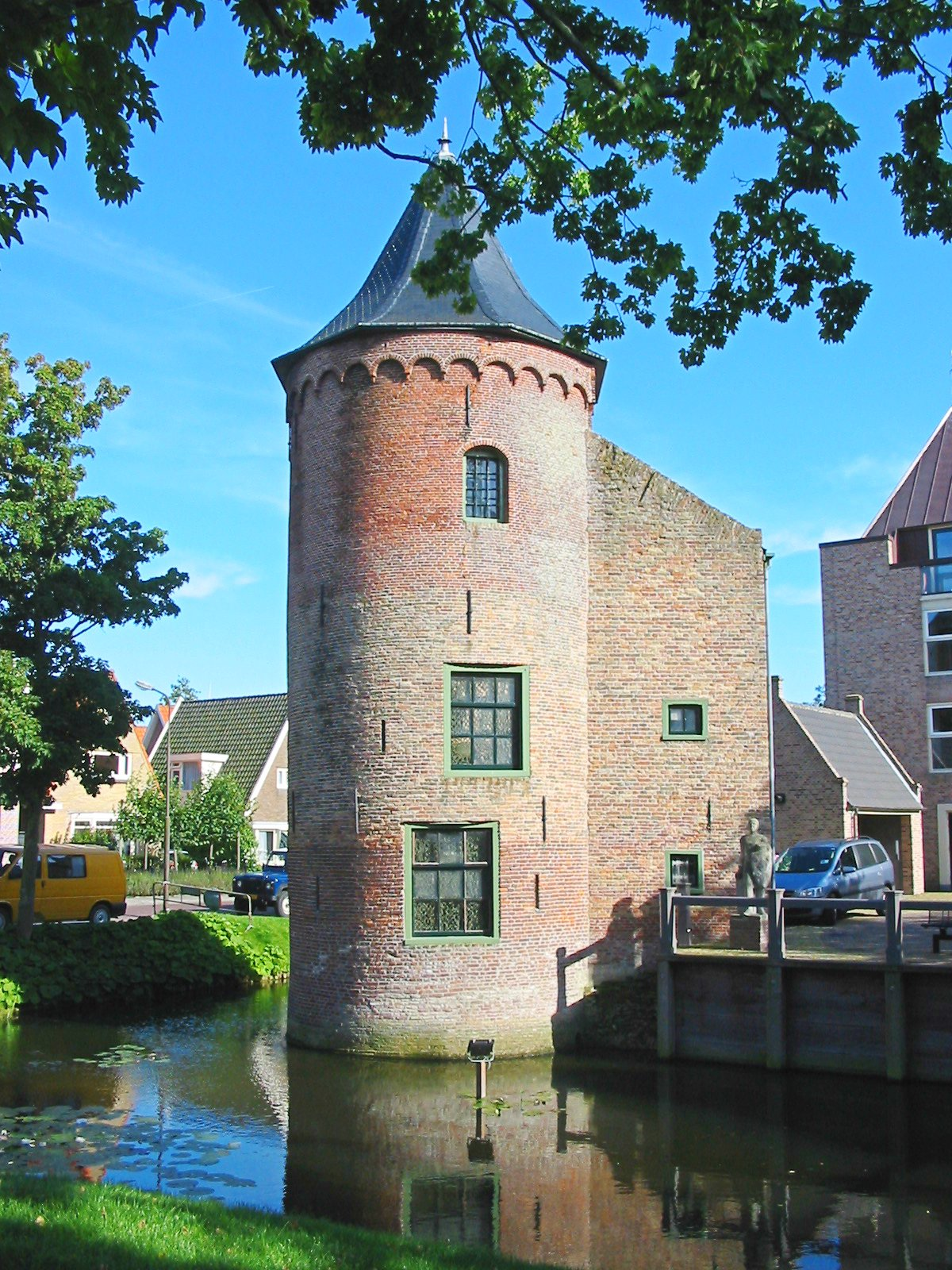
Schlossturm

Schagen wurde 989 als Scagha erstmals erwähnt in einer Urkunde der Abtei Egmond. Es entstand auf einigen „terpen“ (Warften), die nach 1248 Teil des sogenannten „Westfriesischen Umkreisdeichs“ (Westfriese Omringdijk) ausmachten. Im 15. Jahrhundert kam die Blütezeit: 1415 erhielt der Ort das Stadtrecht, kurz darauf wurde das Schager Schloss im Auftrag Herzog Albrechts I. von Bayern und dessen unehelichen Sohnes Wilhelm von Bayern-Schagen erbaut, 1460 die (nicht mehr bestehende) Sankt-Christophoruskirche, und es gab seit 1463 das Marktrecht.
Im Achtzigjährigen Krieg schlugen sich die überwiegend katholisch gebliebenen Einwohner auf die Seite der Spanier. Der Geusenführer Sonoy eroberte das Gebiet 1573 und trat mit großer Grausamkeit gegen die Katholiken auf, bis ihm Wilhelm von Oranien Einhalt gebot.
Danach blieb Schagen ein ruhiges Provinzstädtchen und hauptsächlich als Marktzentrum für Vieh von Bedeutung; seit 1603 gab es einen jährlichen Pferdemarkt. Nur 1799 kam es noch zu historischen Ereignissen, als englische und russische Truppen, die das von Napoléon Bonaparte besetzte Holland zu erobern versuchten, das Schager Schloss einnahmen und teilweise zerstörten.
2013 wurde Schagen mit den Gemeinden Zijpe und Harenkarspel zu einer neuen Gemeinde Schagen vereinigt.

## Sehenswürdigkeiten

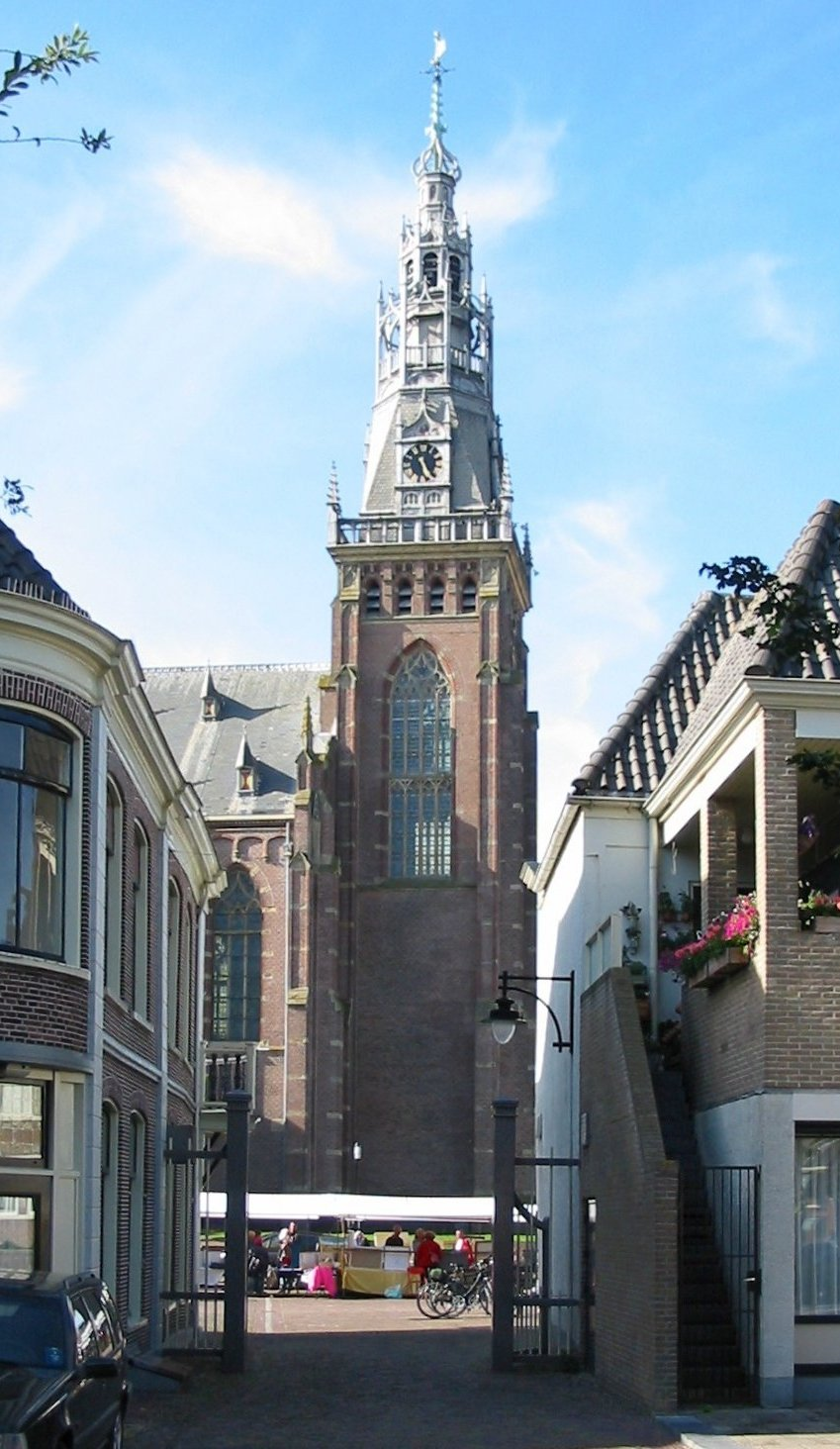
Grote Kerk in Schagen

- Das Schloss, von dem nur noch zwei Türme erhalten geblieben waren, wurde 2001 rekonstruiert. Der Schlossneubau beherbergt ein Hotel, einige kleine Museen und einige Abteilungen der Stadtverwaltung.
- Um den Marktplatz gibt es einige schöne alte Häuser mit Treppengiebeln aus dem 17. und 18. Jahrhundert. In der Mitte des Platzes steht mit ihrem weithin sichtbaren Turm die Grote Kerk.
- Jedes Jahr werden donnerstags im Juli und August touristische Märkte mit viel Folklore, u. a. Volkstanz in Trachten, und anderen Aktivitäten veranstaltet.
- Van Blanckendaell Park

## Politik

### Sitzverteilung im Gemeinderat
Seit 1982 setzt sich der Schagernaar Gemeinderat wie folgt zusammen:
| Partei                         | Sitze | Sitze | Sitze | Sitze | Sitze | Sitze | Sitze | Sitze | Sitze  | Sitze | Sitze |
| Partei                         | 1982  | 1986  | 1990  | 1994  | 1998  | 2002  | 2006  | 2010  | 2012 a | 2018  | 2022  |
| ------------------------------ | ----- | ----- | ----- | ----- | ----- | ----- | ----- | ----- | ------ | ----- | ----- |
| CDA                            | 4     | 4     | 4     | 3     | 3     | 2     | 3     | 2     | 9      | 10    | 7     |
| JessLokaal                     | –     | –     | –     | –     | –     | –     | –     | –     | 3      | 3     | 6     |
| Seniorenpartij Schagen         | –     | –     | –     | –     | –     | –     | –     | –     | 3      | 4     | 5     |
| VVD                            | 5     | 5     | 4     | 4     | 5     | 4     | 5     | 5     | 5      | 4     | 4     |
| PvdA                           | 4     | 5     | 4     | 4     | 5     | 4     | 5     | 4     | 5      | 3     | 3     |
| GroenLinks                     | –     | –     | 2     | –     | 1     | 1     | 0     | –     | 0      | 1     | 1     |
| D66                            | 1     | 2     | 3     | 3     | 1     | –     | –     | 2     | 1      | 1     | 1     |
| SP                             | –     | –     | –     | –     | –     | –     | 2     | 1     | 1      | 1     | 1     |
| Wens4U (wij en Schagen voor u) | –     | –     | –     | –     | –     | –     | –     | –     | 1      | 1     | 1     |
| Duurzaam Schagen b             | –     | –     | –     | 3     | 2     | 6     | 2     | 3     | 1      | 1     | –     |
| ChristenUnie                   | –     | –     | –     | –     | –     | –     | –     | –     | 0      | –     | –     |
| Lijst Neudecker                | –     | –     | –     | –     | –     | 0     | 0     | –     | –      | –     | –     |
| CPN                            | 2     | 1     | –     | –     | –     | –     | –     | –     | –      | –     | –     |
| PPR                            | 2     | 1     | –     | –     | –     | –     | –     | –     | –      | –     | –     |
| PSP                            | 2     | 1     | –     | –     | –     | –     | –     | –     | –      | –     | –     |
| Groen Schagen                  | 1     | 0     | –     | –     | –     | –     | –     | –     | –      | –     | –     |
| Gesamt                         | 17    | 17    | 17    | 17    | 17    | 17    | 17    | 17    | 29     | 29    | 29    |

Anmerkungen

### Bürgermeister
Seit dem 1. Oktober 2013 ist Marjan van Kampen-Nouwen (CDA) amtierende Bürgermeisterin der Gemeinde. Zu ihrem Kollegium zählen die Beigeordneten Jelle Beemsterboer (CDA), Ben Blonk (PvdA), Sigge van der Veek (CDA), Jan Steven van Dijk (PvdA) sowie der Gemeindesekretär Nico Swellengrebel.

## Söhne und Töchter der Stadt

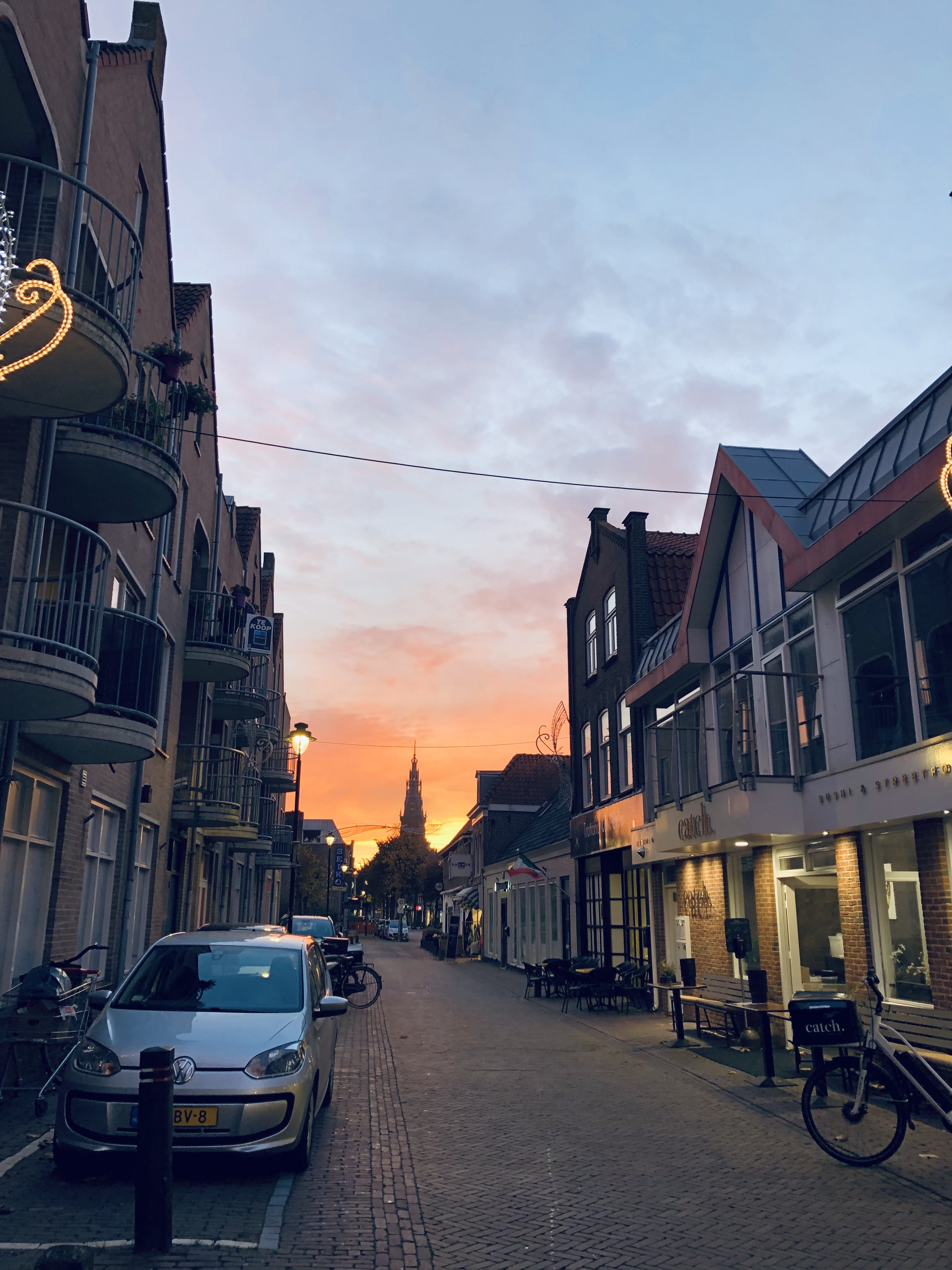
Sonnenuntergang in der Innenstadt

- Rein Boomsma (1879–1943), Fußballspieler, Offizier, NS-Opfer
- Gesinus G. Kloeke (1887–1963), Sprachforscher
- Toek Numan (* 1971), Komponist
- Quinta Steenbergen (* 1985), Volleyballspielerin

## Orte innerhalb der Gemeinde
Stadt:
- Schagen

| Dörfer/Weiler: - ’t Rijpje - ’t Zand - Abbestede - Burgerbrug - Burgervlotbrug - Callantsoog - De Stolpen - Dirkshorn - Eenigenburg - Groenveld - Groote Keeten - Kalverdijk - Keinse - Krabbendam - Oudesluis - Petten - Schagerbrug - Schoorldam - Sint Maarten - Sint Maartensbrug - Sint Maartensvlotbrug - Sint Maartenszee - Stroet - Tjallewal - Tolke - Tuitjenhorn - Valkkoog - Waarland - Warmenhuizen | Bauerschaften: - ’t Buurtje - ’t Wad - Avendorp - Bliekenbos - Burghorn - Cornelissenwerf - De Banne - De Dijken - De Hale - De Weel - Dijkstaal - Grootven - Grotewal - Hemkewerf - Het Korfwater - Huiskebuurt - Keinsmerbrug - Kerkbuurt - Lagedijk - Leihoek - Mennonietenbuurt - Nes - Schagerwaard - Slootgaard - Stolpervlotbrug - Vennik - Woudmeer - Zijbelhuizen - Zijpersluis |